# Not of This Earth (film din 1957)
Not of This Earth este un film SF alb-negru american din 1957 regizat și produs de Roger Corman. În rolurile principale joacă actorii Paul Birch și Beverly Garland.

## Prezentare
Un agent extraterestru de pe planeta Davanna are misiunea de a găsi sânge pentru a-și salva rasa amenințată de consecințele unui război nuclear devastator. Este asistat în activitatea sa de către o creatură înfricoșătoare care seamănă cu o caracatiță care zboară și care suge sângele oamenilor; aceasta terorizează California de Sud.

## Actori
- Paul Birch ca Paul Johnson
- Beverly Garland ca Nadine Storey
- Morgan Jones ca Harry Sherbourne
- William Roerick ca Dr. F.W. Rochelle
- Jonathan Haze ca Jeremy Perrin
- Dick Miller ca Joe Piper
- Anna Lee Carroll  ca Davanna Woman
- Pat Flynn ca Simmons